# Yoshimi Ōsawa

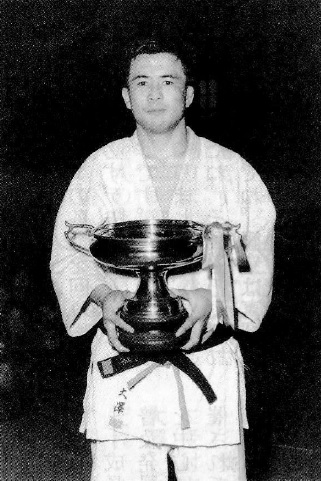
1953 bei den Tokyo-Meisterschaften

Yoshimi Ōsawa (japanisch 大澤 慶己; * 6. März 1926 in Munakata Village, Präfektur Chiba; † 21. Oktober 2022 in Tokio) war ein japanischer Judoka.
Im Jahr 1940 begann er sein Training in der Kodokan-Schule. Er erreichte 1941 den 1. Dan und schloss 1946 sein Studium an der Waseda-Universität im Fachbereich Betriebswirtschaft ab. Osawa arbeitete anschließend bei der Makotozuka Securities Bank (heute Mizuho Securities) und kehrte 1951 als Trainer zum Kodokan zurück. Nach seinem Sieg bei dem Fukuoka Turnier 1948, begann er als internationaler Kampfrichter tätig zu sein. Von 1953 bis 1996 war er als Judo-Trainer an der Waseda-Universität tätig und wurde 1974 Professor, bevor er 1996 in den Ruhestand ging. Osawa war auch Mitglied der All Japan Judo Federation und war dort in verschiedenen leitenden Funktionen tätig. Im Jahr 2006 erhielt er den höchsten Judo-Grad, den 10. Dan, und wurde 2008 als besonderer Berater des Kodokan ernannt. Sein Spezialgebiet waren Ashi-Waza.
Er starb am 22. Oktober 2022 an einer Lungenentzündung.